# François Ruphy de Menthon
Pour les articles homonymes, voir François de Menthon et Famille de Menthon.
François Louis Ruphy, puis par autorisation François Ruphy de Menthon de Lornay, né le 9 septembre 1765 à Annecy alors dans le duché de Savoie et mort le 7 septembre 1853, est un avocat et homme politique savoyard du XIXe siècle, créé chevalier de l'Empire (1813), puis baron (1814).

## Biographie

### Origines et famille
François-Louis Ruphy naît le 9 septembre 1765, à Annecy, dans le duché de Savoie,. Il est le fils de spectable Jacques Ruphy, avocat au Sénat de Savoie et syndic de la ville Annecy, et de sa seconde épouse Mlle Marie-Antoinette de Menthon de Lornay,, issue d'une branche cadette de la famille de Menthon.
Par décret impérial du 17 mai 1813, le « sieur François-Louis Ruffy ou Ruphy d'Annecy » est autorisé à ajouter à son nom celui de Menthon-Lornay qui était celui de sa mère,,. Le généalogiste Amédée de Foras relève cependant qu'« aucune autorisation n'avait été accordée par la famille Menthon-Lornay ».
Issu d'une famille d'avocats, il poursuit la tradition familiale tandis que son frère, Thomas-Dominique devient architecte.

### Carrière politique
Jacobin de la première heure en 1792, il siège à l'Assemblée des Allobroges, puis entre dans l'administration du district d'Annecy mise en place par Antoine Louis Albitte, le 10 floréal an II (29 avril 1794). Le 5 prairial de l'an II, il en devient le président.
Sous le Directoire, il fait fortune comme fournisseur de vivres aux armées et entrepreneur des étapes militaires.
Il se lance dans les affaires pour redevenir Conseiller d'arrondissement à partir de 1800 à 1814, puis maire d'Annecy en 1801 où deux de ses beaux-frères, Pierre François Collomb et Jacques Carron, lui succèdent à la tête de la mairie d'Annecy, ou 1804,, jusqu'en 1809. Il est élu, le 2 mai 1809, par le Sénat conservateur (ou 1810), député du département du Mont-Blanc au Corps législatif. Il y siège jusqu'en 1813.
Il devient le propriétaire du château de Menthon-Saint-Bernard, ancienne propriété de sa famille maternelle, en octobre 1809,,. C'est à la suite de cette acquisition que lui sera conféré le droit d'ajouter à son nom celui de sa mère, Menthon de Lornay (voir supra). Cependant en 1820, le retourne à la famille de Menthon, avec le rachat par le comte Jean-Balthazard-Louis-Bernard de Menthon.
Créé chevalier de l'Empire en juillet 1813 (voir ci-après), il se rallie aux Bourbons en 1814. Louis XVIII le crée par Ordonnance baron du 11 novembre 1814,. Révérend (1906) précisait « non régularisé et sans lettres patentes d'investiture ». Il obtient en échange la croix de la Légion d'honneur et le poste de sous-préfet d'Annecy,. Lors des Cent-Jours, on lui préfère le candidat Claude-Marie-Joseph Philippe. Il cesse ses fonctions lorsque les traités de 1815 prévoit le retour de la Savoie au Royaume sarde.
François Ruphy de Menthon meurt le 7 septembre 1853,, même si certains historiens donnent parfois le jour du 1er,.

## Fonctions
- Membre de l'Assemblée des Allobroges (1792)[8] ;
- Membre de l'administration du district d'Annecy ;
- Maire d'Annecy (1801)[8] ;
- Député du département du Mont-Blanc au Corps législatif (2 mai 1809-1813)[8] ;
- Sous-préfet d'Annecy (16 juillet 1814 – 29 avril 1815, puis août 1815 – 17 décembre 1815)[8],[16].

## Titres et distinctions
- Chevalier de l'Empire (le 3 juillet 1813 selon la base Sycomore ou le 14 juillet 1813 selon Révérend[14])
- Chevalier de l'Ordre de la Réunion (3 juillet 1813)[8].
- Baron, par Louis XVIII en 1814[8].
« non régularisé et sans lettres patentes d'investiture » (Révérend, 1806)[14]
- Chevalier de la Légion d'honneur (1814)[8].
« selon une note anonyme, il l'aurait payée 60 000 F à Blacas » (Palluel, 1999)[8].

### Règlement d'armoiries
| Figure | Blasonnement |
|        | De gueules, au lion d'argent armé et lampassé de sable, à la bande cousue d'azur chargée du signe des chevaliers de l'Ordre impérial de la Réunion, brochant sur le tout, |

## Famille
François Ruphy épouse Jeanne-Gasparde Collomb (1769-1841), le 30 juin 1790,, fille de Jean Alexis Collomb, procureur avoué puis notaire, qui devient, en 1793, administrateur du district d'Annecy avant d'être classé contre-révolutionnaire.
Ils ont un fils, Scipion Ruphy, dit le baron Ruphy, qui fut notamment à l'origine de la création de la Banque de Savoie.
Leur fille, Adèle, épouse le docteur Albert-Eugène Lachenal.
Deux filles, Marie-Antoinette et Jeanne Césarine, sont respectivement nées les 29 mars 1791 et 7 août 1793.[réf. nécessaire]